# Матч за звание чемпиона мира по международным шашкам 1993/94
Матч за звание чемпиона мира по международным шашкам 1993/94 года проводился между чемпионом мира международным гроссмейстером  Алексеем Чижовым (Россия) и претендентом, международным гроссмейстером Хармом Вирсмой (Нидерланды) с 15 декабря 1993 по 21 января 1994 года. Матч состоял из 20 партий. Первые 7 партий (с 15 по 26 декабря) проводились на родине Чижова в Ижевске, восьмая и девятая партии (27 и 28 декабря) прошли в Таллине, остальные 11 партий (с 7 по 21 января) проводились на родине Вирсмы Фрисландии. Со счётом 22-18 победил Алексей Чижов. 

## Предыстория матча
По условиям проведения чемпионата мира 1992 года игрок, занявший второе место, получал право вызвать на матч чемпиона мира Алексея Чижова. Второе место на чемпионате разделили четыре участника: Александр Балякин (Россия), Харм Вирсма, Роб Клерк и Тон Сейбрандс (все трое - Нидерланды), между которыми было решено провести дополнительное соревнование в формате матч-турнира для определения претендента. Сейбрандс от участия в соревновании отказался, и в итоге был проведён матч-турнир в три круга между Балякиным, Вирсмой и Клерком, в котором победил Вирсма.

## Таблица матча
| Место | Страна     | Имя           | 1 | 2 | 3 | 4 | 5 | 6 | 7 | 8 | 9 | 10 | 11 | 12 | 13 | 14 | 15 | 16 | 17 | 18 | 19 | 20 | Очки |
| ----- | ---------- | ------------- | - | - | - | - | - | - | - | - | - | -- | -- | -- | -- | -- | -- | -- | -- | -- | -- | -- | ---- |
| 1     | Россия     | Алексей Чижов | 1 | 1 | 1 | 1 | 1 | 1 | 1 | 1 | 1 | 1  | 1  | 1  | 1  | 1  | 1  | 1  | 2  | 1  | 1  | 2  | 22   |
| 2     | Нидерланды | Харм Вирсма   | 1 | 1 | 1 | 1 | 1 | 1 | 1 | 1 | 1 | 1  | 1  | 1  | 1  | 1  | 1  | 1  | 0  | 1  | 1  | 0  | 18   |